# Cosmarium speciosum
Cosmarium speciosum  là một loài Song tinh tảo trong họ Desmidiaceae, thuộc chi Cosmarium.